# チェック・ザ・ステーション
『チェック・ザ・ステーション』は、1987年10月4日から1988年4月3日までテレビ朝日系列局で放送されていたテレビ朝日製作の情報番組。放送時間は毎週日曜 11:00 - 11:45。

## 概要
当時平日夜に放送されていた報道番組『ニュースステーション』の日曜版で、同番組金曜のコーナー「金曜チェック」を再放送していたこともある。
オープニングの音楽も当時の『ニュースステーション』と同一であり、映像も同番組や『ナイトライン』と同じ3色の光から始まっていた。アイキャッチの音楽も『ニュースステーション』金曜版と同一であった。スタジオセットもテレビ朝日アーク放送センターAスタジオに常設されていた『ニュースステーション』のセットを流用していたが、一部異なる点もあった。具体的には、金曜版でソファが置かれていたスペースに番組専用のデスクや椅子を配していた。また、このセットの背景にある東京都心部の風景（模型とホリゾント背景の組み合わせ）についても、この番組は日曜午前の放送だったため、夜景ではなくその時間帯の東京都心部の天気に応じた調整がされていた（快晴の時には青空のような背景色、曇天の時にはそのような背景色、といった趣向）。
『ニュースステーション』の制作にはオフィス・トゥー・ワンが関わっていたが、同社はこの番組の制作には関わっておらず、別の制作会社が担当していた。
ネット局の朝日放送では、当初は13:45からの時差ネットだったが、1988年1月からテレビ朝日との同時ネットになった。
1988年3月13日の青函トンネル開通時には、本番組に代わり『ANN報道特別番組「走れ!海底夢列車～青函トンネル開通～」』（北海道テレビ放送制作）が放送され、『チェック・ザ・ステーション』の渡辺みなみがスタジオ進行、若林正人が青森駅からの中継リポートを担当した。

## 出演者
- 渡辺みなみ - メインMC。
- 若林正人 - サブMC兼コメンテーター。
- 清水国明 - レギュラーコメンテーター。

## エピソード
1988年2月14日放送分では番組の冒頭で、レギュラーの男性陣2人が暗に渡辺にチョコレートをねだっていた。渡辺はそれを受け流しながら最初の項目へ移っていたが、その直前に思わず「何ていじめられているんでしょうか」と発言していた。